# ハート・クレイン
ハロルド・ハート・クレイン（Hart Crane、1899年7月21日 - 1932年4月27日）は、アメリカ合衆国の詩人。T・S・エリオットの詩に触発・挑発され、難解で極めて様式化された野心的なモダニズムの詩を著した。最も野心的な作品である「橋」で、クレインは「荒地」の調子に倣った叙事詩を書こうとし、エリオットの作品に見受けられるよりも現代の都会の文化をもっと楽観的に捉えて表現した。32歳で自殺してから、クレインは劇作家、詩人、文芸批評家など(ロバート・ローウェル、デレック・ウォルコット、テネシー・ウィリアムズ、ハロルド・ブルームなど)から賞賛され、この世代における最も影響力ある詩人と見なされている。

## 生涯と作品
ハート・クレインはオハイオ州ギャレッツヴィルで生まれた。父のクラレンスは成功したオハイオ州の実業家で、ライフ・セイヴァーズ・キャンディを発明して特許をとっていたが、ブランドが有名になる前に2900ドルでそれを売ってしまっていた。クラレンスは他のキャンディを作り、チョコバーとキャンディのビジネスで富を蓄えた。クレインの母と父はいつも喧嘩ばかりしており、1917年の四月のはじめに離婚した。ハートは高校を三年生の時にやめてニューヨークに向かった。両親には後でコロンビア大学に行くと約束していた。両親は離婚手続きの最中であったが、動揺していた。クレインはコピーライター関係の様々な仕事につき、マンハッタンの友人のアパートを転々としていた。1917年から1924年の間はニューヨークとクリーヴランドを行き来し、広告のコピーライター及び父の会社の勤め人として働いた。クレインの手紙によると、ニューヨークでもっとも落ち着いた気分になることができたようであり、詩の多くはそこでできたものである。

### 業績
1920年代初めの間、クレインの詩は小規模だが定評のある文芸誌で出版され、前衛的な文人の間で敬意を払われるようになった。1926年に出た最初の詩集『白い建物』(White Buildings)によってその評価は確定・強化された。『白い建物』にはクレインの最良の詩が多く入っており、「フォースタスとヘレンの結婚に」"For the Marriage of Faustus and Helen,"や「旅路」"Voyages"など、エロティックで力強い詩句が見受けられる。こうした詩はクレインがデンマークの海運商人エミール・オッフェルと恋愛していた時に書かれたものであり、「フォースタスとヘレン」はモダニティと絶望を超えたものを調和させるために大きな芸術的葛藤からくるものであった。クレインはT・S・エリオットをこの種の絶望と同一視し、「荒地」の偉大さは認めつつも、この詩は「あまりにもひどく死にたえた感じである」とも語っていた。1926年と27年のそれぞれ約1ヶ月の時期にクレインは詩集『橋』にふくまれる大半の詩をしあげる。
クレインは1928年にニューヨークに戻り、友人と住みながらコピーライターとして臨時の仕事をしたり、失業手当や友人、父の好意に頼って暮らしたりしていた。一時はブルックリンのウィロー通り77番地に住んでいた。そののち、恋人のオッフェルがブルックリン・ハイツにあるコロンビア・ハイツ110番地にある自分の父親の家に住むよう誘ってくれたので、ウィロー通りを引き払って引っ越した。クレインはその家の景色が大変気に入って喜んでおり、母と祖母にその様子を手紙で書き送ったりしている。
クレインのアメリカを統合化して表現したいという野心は1930年の「橋」(The Bridge )に表れている。これはT・S・エリオットの「荒地」に対する明るい反論を意図したものである。ブルックリン橋は詩の中心的象徴であるとともに詩の出発点でもある。1920年代の末、「橋」を完成させている間に、常に問題になっていたクレインの飲酒癖が目立って悪化した。
芸術専門の出版社ブラック・サン・プレスを所有していたハリー・クロスビーとその妻カレス・クロスビーは、1929年の2月、パリでクレインに自分たちの田舎の隠棲所でエルムノンヴィルにあるル・ムーラン・ドゥ・ソレイユを使ってくれと申し出た。ふたりはクレインが「橋」の完成に集中できる時間をとってほしいと考えていた。クレインはその地所で数週間過ごし、そこで叙事詩「橋」の鍵となる部分である"Cape Hatteras"のセクションのおおまかな草稿を書いた。クレインは同年6月末に南仏からパリに戻った。ハリーは日記に、「ハート・Cがマルセイユから戻ってきたが、そこでハートは30人の船員と寝てカティ・サークをまた飲み始めた」と記している。クレインはカフェ・セレクトで酔っ払って、自分のつけをめぐってウェイターと喧嘩をした。パリ警察が呼ばれた時、クレインは警察と喧嘩をして殴られた。クレインは逮捕・投獄され、800フランの罰金を払うことになった。ラ・サンテの監獄で6日すごした後、ハリー・クロスビーがクレインの罰金を払い、アメリカ合衆国へ帰る旅費を工面してくれた 。アメリカでクレインは「橋」を完成させた。「橋」の評判は悪く、クレインは失敗したと考えてひどく精神的に落ち込んだ。

### 死
クレインは1931年から32年にかけてグッゲンハイム・フェローシップでメキシコを訪れたが、交互に躁鬱の発作に襲われるため酒を飲み続けていた。友人であるマルカム・カウリー の妻ペギー・カウリーが離婚に合意した時、ペギーはクレインと一緒になった。知られている限りでは、ペギーはクレインの唯一のヘテロセクシャルのパートナーであった。クレインの最後の出版作のひとつである「崩れた塔」("The Broken Tower")はこの恋愛から生まれた。ペギー・カウリーとの関係にもかかわらずまた同性愛関係を始めたことを気に病んでいたのもあり、クレインは相変わらず自分は失敗者だと思っていた。
ニューヨークに行く途中にのっていた汽船「オリザバ」の船上で、クレインは男性の乗組員に性的な誘いをかけて殴られた。1932年4月27日の正午を少し回った頃、クレインは船からメキシコ湾に飛び降りた。泥酔していて遺書はなかったが、目撃者はクレインは自殺するつもりであったと信じており、船外に身投げする前に「さよなら、みなさん！」と叫んでいたという報告もあった 。死体は見つからず、ギャレッツヴィルにあるクレインの父の墓標には「ハロルド・ハート・クレイン　1899-1932　海にて死亡」とある。

## 詩
クレインの批評的探求はジョン・キーツやライナー・マリア・リルケ同様、手紙にもっともよく表れている。クレインはアレン・テイトなどとよく文通し、ユージン・オニール、ウィリアム・カルロス・ウィリアムズ、e・e・カミングス、シャーウッド・アンダーソン、ガートルード・スタインなどと批評的な対話をしていた。ハワード・フィリップス・ラヴクラフトとも文通しており、ラヴクラフトはたまりかねて飲酒癖によるクレインの年に似合わぬ早い老化を心配するようになった。

### 同性愛的テクスト
少年時代にクレインは男性と性的関係を持った。クレインは自分のセクシュアリティを詩人という職に結びつけていた。母によりクリスチャン・サイエンスの伝統に沿って育てられたため、クレインは自分が社会的にのけ者であると考えるのをやめることができなかった。しかしながら"Repose of Rivers"のような詩にはっきり表れているように、クレインはこうした疎外の感覚は詩作の基礎をつくる予言的洞察を得るのに必要だと感じていた。
近年のクィア批評においては、テクスト内の同性愛的な意味を探し、明らかにする意欲なしに「崩れた塔」や「祖母の恋文」("My Grandmother's Love Letters")、「旅路」その他のクレインの多くの詩を読解することはたいへん難しく、またおそらく不適切ですらあるということが強く指摘されている。例えば著名なクィア批評の理論家ティム・ディーンは、クレインのスタイルの不明瞭さは半ばおおっぴらに同性愛者であったことから必要に迫られたものだと論じている。完全にクローゼットに入っているわけではないが、法的・文化的にはオープンでない必要があったということだ。
トマス・イングリングは伝統的、ニュー・クリティシズム的、エリオット的なクレイン読解に反対し、「アメリカの神話批評、フォーマリスト的読解」は「アメリカの詩の読解を脱極化・標準化し、同性愛的読解を倒錯扱いしている」と主張する。とは言うものの、個人的・政治的問題以上に、 イングリングはこうした「バイアス」により詩が明確に表現しているものの多くが曖昧なものにされてしまうと指摘している。イングリングは例えとして、『白い建物』の「祖母の恋文」最後の数行をひき、(異性愛的な)家庭生活規範からの離反の執拗な表現であると論じている。

## その他メディアにおけるクレイン
クレインは2011年にジェームズ・フランコが脚本を書き、監督し、主演したアメリカ合衆国の学生映画The Broken Towerの主題となった。この映画はニューヨーク大学の映画製作における芸術修士号(MFA)を取得するためフランコが実施した修士論文プロジェクトであった。この脚本はポール・マリアーニが1999年に出したノンフィクションThe Broken Tower: A Life of Hart Craneにいくぶん基づいている。学生映画にもかかわらず、The Broken Towerは2011年のロサンゼルス映画祭で上映され、2012年にFocus World FilmからDVDも発売された。
クレインはサミュエル・R・ディレイニーの中編"Atlantis: Three Tales"に人物として登場する。

## 文献表
- White Buildings. (1926)
- The Bridge. (1930)
- The Collected Poems of Hart Crane. Ed.Waldo Frank). Boriswood. (1938)
- Hart Crane and Yvor Winters: Their Literary Correspondence. Ed. Thomas Parkinson. Berkeley: University of California Press (1978)
- O My Land, My Friends: The Selected Letters of Hart Crane. New York: Four Walls Eight Windows. (1997)
- The Complete Poems of Hart Crane. Ed. Marc Simon. New York: Liveright. (1986)
- Hart Crane: Complete Poems and Selected Letters. Ed. Langdon Hammer. New York: The Library of America. (2006)

## 関連文献

### 伝記
- Fisher, Clive. Hart Crane: A Life. New Haven: Yale University Press, 2002. ISBN 0-300-09061-7.
- Horton, Philip. Hart Crane: The Life of An American Poet. New York: W.W. Norton & Company, 1937.
- Meaker, M.J. Sudden Endings, 13 Profiles in Depth of Famous Suicides. Garden, NY: Doubleday & Company, Inc., 1964. pp. 108–133.
- Mariani, Paul. The Broken Tower: A Life of Hart Crane. New York: W.W. Norton & Company, 1999. ISBN 0-393-32041-3.
- Unterecker, John. Voyager: A Life of Hart Crane. New York: Farrar, Straus and Giroux, 1969.
- Weber, Brom. Hart Crane: A Biographical and Critical Study. New York: The Bodley Press, 1948.

### 批評
| - Combs, Robert. Vision of the Voyage: Hart Crane and the Psychology of Romanticism. Memphis, Tennessee: Memphis State University Press, 1978. - Corn, Alfred. "Hart Crane's 'Atlantis'". The Metamorphoses of Metaphor. New York: Viking, 1987. - Dean, Tim. "Hart Crane's Poetics of Privacy". American Literary History 8:1, 1996. - Dembo, L. S. Hart Crane's Sanskrit Charge: A Study of The Bridge. Ithaca, New York: Cornell University Press, 1960). - Gabriel, Daniel. Hart Crane and the Modernist Epic: Canon and Genre Formation in Crane, Pound, Eliot and Williams. New York: Palgrave Macmillan, 2007. - Grossman, Allen. "Hart Crane and Poetry: A Consideration of Crane's Intense Poetics With Reference to 'The Return'". ELH 48:4, 1981. - Grossman, Allen. "On Communicative Difficulty in General and 'Difficult' Poetry in Particular: The Example of Hart Crane's 'The Broken Tower'". Poem Present lecture series at The University of Chicago, 2004. - Hammer, Langdon. Hart Crane & Allen Tate: Janus-Faced Modernism. Princeton, NJ: Princeton University Press, 1993. - Hanley, Alfred. Hart Crane's Holy Vision: "White Buildings,". Pittsburgh, Pennsylvania: Duquesne University Press, 1981. | - Herman, Barbara. "The Language of Hart Crane", The Sewanee Review 58, 1950. - Lewis, R. W. B. The Poetry of Hart Crane: A Critical Study. Princeton, NJ: Princeton University Press, 1967. - Nickowitz, Peter. Rhetoric and Sexuality: The Poetry of Hart Crane, Elizabeth Bishop, and James Merrill. New York: Palgrave Macmillan, 2006. - Pease, Donald. "Blake, Crane, Whitman, and Modernism: A Poetics of Pure Possibility". PMLA 96:1, 1981. - Ramsey, Roger. "A Poetics for The Bridge". Twentieth Century Literature 26:3, 1980. - Reed, Brian. "Hart Crane’s Victrola". Modernism/Modernity 7.1, 2000. - Reed, Brian. Hart Crane: After His Lights. Tuscaloosa, AL: University of Alabama Press, 2006. - Riddel, Joseph. "Hart Crane's Poetics of Failure". ELH 33, 1966. | - Rowe, John Carlos. "The 'Super-Historical' Sense of Hart Crane’s The Bridge". Genre 11:4, 1978. - Schwartz, Joseph. Hart Crane: A Reference Guide. Boston: G.K. Hall & Co., 1983. - Michael Snediker. "Hart Crane's Smile". Modernism/modernity 12.4, 2005. - Trachtenberg, Alan. Brooklyn Bridge: Fact and Symbol. Chicago: University of Chicago Press, 1979. - Unterecker, John. "The Architecture of The Bridge". Wisconsin Studies in Contemporary Literature 3:2, 1962. - Winters, Yvor. "The Progress of Hart Crane". Poetry 36, June 1930. - Winters, Yvor In Defense of Reason. New York: The Swallow Press and William Morrow, 1947. - Woods, Gregory, "Articulate Flesh: Male Homo-eroticism and Modern Poetry". New Haven & London: Yale University Press, 1987. - Yannella, Philip R. "'Inventive Dust': The Metamorphoses of 'For the Marriage of Faustus and Helen'". Contemporary Literature 15, 1974. - Yingling, Thomas E. Hart Crane and the Homosexual Text: New Thresholds, New Anatomies. Chicago: University of Chicago Press, 1990. |